# Kaspauer
Kaspauer ist ein Stadtteil von Weismain im oberfränkischen Landkreis Lichtenfels im Norden des Freistaates Bayern.

## Geografische Lage
Das Dorf Kaspauer befindet sich in der geografischen Mitte des in Nordwest-Südost-Richtung verlaufenden Schöpfleinsgrunds, eines Nebentals des Kleinziegenfelder Tales. Das Kleinziegenfelder Tal liegt in den nördlichen Ausläufern des Frankenjuras im Naturpark Fränkische Schweiz-Veldensteiner Forst. Durch das Tal fließt der Bach Schöpfleinsgraben, der südlich von Weismain in die Weismain mündet.
Etwa 1,5 Kilometer in nordnordöstlicher Richtung befindet sich der 531,5 Meter hohe Kröttenstein. Der Stadtkern von Weismain befindet sich etwa 3,2 Kilometer nordöstlich.

## Geschichte
Die erste Erwähnung war 1303 in einer Urkunde bezüglich der Übernahme eines Gutes zu „Kazzebure“.
Als Folge der Gemeindenbildung in Bayern nach der Verabschiedung der Zweiten Verfassung des Königreichs Bayerns bildete Kaspauer ab 1818 zusammen mit Altendorf und Siedamsdorf als Ortsteile die neu gebildete Gemeinde Kaspauer. Sie gehörte zum Landgericht Weismain im Bezirksamt Lichtenfels.
Die Freiwillige Feuerwehr wurde in Kaspauer im Jahr 1896 gegründet. Der Dorfweiher, der auch als Löschwasserteich diente, wurde 1938 zugeschüttet. Ein neuer wurde 1956 ausgehoben.
Am 1. Juli 1976 wurde die Gemeinde Kaspauer in die Stadt Weismain eingegliedert.
Im Jahr 1990 wurde der Ort an das Fernwassernetz angeschlossen.
Im April 1999 erhielt Kaspauer zusammen mit Altendorf und Siedamsdorf als Dorfgemeinschaft den Sparkassen-Förderpreis für herausragende Leistungen im Natur- und Umweltschutz.

### Einwohnerentwicklung
Die Tabelle gibt die Einwohnerentwicklung von Kaspauer anhand einzelner Daten wieder.
| Jahr | Einwohner | Quelle |
| ---- | --------- | ------ |
| 1833 | 115       | [ 8 ]  |
| 1861 | 141       | [ 9 ]  |
| 1871 | 131       | [ 10 ] |
| 1875 | 136       | [ 11 ] |
| 2011 | 101       | [ 12 ] |
| 2012 | 100       | [ 13 ] |
| 2013 | 99        | [ 14 ] |
| 2015 | 95        | [ 15 ] |
| 2016 | 94        | [ 16 ] |
| 2017 | 95        | [ 17 ] |
| 2018 | 92        | [ 1 ]  |

## Vereine
- Freiwillige Feuerwehr Kaspauer, gegründet 1896
- Gartenbauverein Schöpfleinsgrund, gegründet 1992 in Siedamsdorf